# Andrea Comba
Andrea Comba (Torino, 26 luglio 1936 – Torino, 21 febbraio 2020) è stato un giurista italiano, professore emerito di diritto internazionale e docente di Organizzazioni internazionali all'Università di Torino.

## Carriera[1]
Laureatosi in Giurisprudenza a Torino nel 1959, con tesi in diritto internazionale, effettuò successivamente stages in Svizzera e negli Stati Uniti. Dal 1968 fu docente di Diritto internazionale alla facoltà di Scienze Politiche dell'Università di Torino, e dal 1979 insegnò organizzazione internazionale. Dal 1981 al 2006 ha insegnato le due materie, in periodi diversi, presso la facoltà di Giurisprudenza, dove successivamente ha insegnato Diritto dell'Unione Europea.
Ricoprì diversi incarichi in ambito accademico e culturale; fu presidente dell'Istituto Universitario di Studi Europei (1977-1997), presidente della Fondazione CRT, della Fondazione Sviluppo e Crescita CRT e presidente dell'Associazione delle Fondazioni delle Casse di Risparmio Piemontesi (dal 1994), vicepresidente del Museo delle Antichità Egizie di Torino, vicepresidente della sezione regionale Piemonte e Valle d'Aosta della SIOI, presidente della Società Italiana di Diritto Internazionale (SIDI) (1999-2000). Fece parte della prima commissione del Ministero dell'Industria per lo studio della concorrenza nel sistema economico italiano, è stato una dei registi dell'operazione che ha portato alla nascita di Unicredit.
Andrea Comba è morto nel febbraio del 2020. Era sposato e aveva tre figli.

## Pubblicazioni
- Le giurisdizioni amministrative delle organizzazioni internazionali, Torino, Giappichelli, 1967
- Organizzazione internazionale e ordinamento dello Stato, Torino, Giappichelli, 1974
- L'organizzazione giuridica del neo-liberismo internazionale, Milano, Giuffrè,  1980
- Il neo-liberismo internazionale: strutture giuridiche a dimensione mondiale. Da Bretton Woods all'Organizzazione mondiale del commercio, Milano, Giuffrè, 1995
- Lezioni di diritto internazionale monetario, Torino, Giappichelli, 2007
- Neo-liberismo internazionale e Global Economic Governance. Sviluppi istituzionali e nuovi strumenti, Torino, Giappichelli, 2008.